# Ming Yuan Fang
Ming Yuan Fang (translitera del 方明元) (n. 1950) es un botánico chino especialista en rhododendrons.

## Algunas publicaciones

### Libros
- ming-yuan Fang, wenguang Hu, xioa-quan Chen. 1993. The taxonomic systems and distribution of the genus Rhododendron. Editor Chengdu Univ. of Science & Technology Press, 130 pp. ISBN 7561626525

- wen-tsai Wang, liang Liou, shu-hsiou Wang, mei-cheng Chang, chih-tsun Ting, ping-ping Ling, ming-yuan Fang. 1980. Flora reipublicae popularis Sinicae delectis florae reipublicae popularis Sinicae agendae academiae Sinicae edita: Tom 28. Angiospermae. Dicotyledoneae. Ranunculaceae (2), Ranunculoideae. Volumen 28 de Flora reipublicae popularis Sinicae. Editor Sci. Press, 390 pp.

- La abreviatura «M.Y.Fang» se emplea para indicar a Ming Yuan Fang como autoridad en la descripción y clasificación científica de los vegetales.[1]